# Silvia Navarro
Silvia Angélica Navarro Barva, més coneguda com Silvia Navarro  (Irapuato, Mèxic, 14 de setembre de 1978) és una actriu mexicana.

## Carrera
Incursiona en el mitjà artístic de petita, participant en alguns anuncis de bolquers i amb una petita col·laboració en la novel·la Una mujer marcada al costat de Sasha Montenegro i Jorge Vargas. Després va realitzar un càsting per a la telenovel·la infantil Carrusel, produïda per l'empresa Televisa, on hi va obtenir un paper, no obstant això va rebutjar l'oportunitat per situacions familiars. Després va ingressar a la Casa del teatre per a estudiar actuació, rebent una invitació a formar part del Centro de Educación Artística (CEA).
Oficialment a l'edat de 18 anys, va debutar dins del mitjà artístic, amb el projecte de Carmen Armendáriz participant com una de les animadores del programa A la cachi cachi porra de Canal Onze al costat el seu germà, el conductor René Navarro, gràcies a la qual va obtenir un premi. A partir d'aquest projecte, va obrir passo a noves oportunitats en l'empresa de TV Asteca.
L'any de 1998, realitza el "càsting" per a la telenovel·la Perla en la qual esperava obtenir un paper secundari, però els seus resultats van ser satisfactoris per a la seva carrera aconseguint aconseguir el protagonista, convertint-se en la màxima estrella de la televisora de l’Ajusco.
Silvia Navarro ha protagonitzat diverses telenovel·les en TV Azteca, formant part important dins de la seva carrera artística.
Al maig del 2007, després d'acabar la seva participació a Montecristo, Silvia va declarar que es trobava analitzant un projecte amb Carla Estrada en Televisa, amb la telenovel·la Pasión. En resposta, TV Azteca va declarar que Silvia tindria problemes per incompliment de contracte, ja que l'últim comprenia tres telenovel·les o tres projectes, dels quals només va realitzar dos (La heredera y Montecristo). Temps després la telenovel·la Pasión, va ser protagonitzada per l'actriu Susana González.
Després de treballar durant una dècada en l'empresa productora TV Azteca, es va integrar a les files de Televisa. Aquesta mateixa empresa, va assignar a Silvia sota la producció de Nicandro Díaz, en la telenovel·la Mañana es para siempre, com a protagonista al costat de Lucero, Fernando Colunga i Sergio Sendel.
Després de debutar a Televisa amb la telenovel·la Mañana es para siempre, novament és cridada per protagonitzar la telenovel·la del 2010 de Televisa Cuando me enamoro, sota la direcció de Carlos Moreno Laguillo, on va compartir crèdits al costat de Juan Soler, Jessica Coch i Lisardo.
Posteriorment es presentaria de manera protagonista en la telenovel·la de Televisa del 2012 Amor bravío, novament producció de Carlos Moreno, on va treballar al costat de Cristian de la Fuente, Leticia Calderón, César Évora i Flavio Medina.
Silvia retorna novament a Televisa i és anomenada per a ser protagonista de la nova producció de comèdia de Juan Osorio en el 2014 anomenada Mi corazón es tuyo, on comparteix crèdits al costat de Jorge Salinas i Mayrín Villanueva.

A la fi del 2016, Giselle González li crida per a protagonitzar La candidata, on comparteix crèdits amb Víctor González Reynoso, un dels seus projectes més actuals al llarg de la seva carrera.
En 2017 protagonitza Caer en tentación al costat de Carlos Ferro, Adriana Louvier i Gabriel Soto.

## Filmografia

### Telenovel·les
- Una mujer marcada (1979)[5]
- Perla (1998) - Perla Altamirano
- Catalina y Sebastián (1999) - Catalina Negrete Rivadeneira
- La calle de las novias (2000) - Aura Sánchez
- Cuando seas mía (2001-2002) - Teresa Suárez "Paloma" / Elena Olivares
- La duda (2002-2003) - Victoria Altamirano
- La heredera (2004-2005) - María Claudia Madero Grimaldi
- Montecristo (2006-2007) - Laura Ledezma de Lombardo
- Mañana es para siempre (2008-2009) - Fernanda Elizalde Rivera
- Cuando me enamoro (2010-2011) - Renata Monterrubio Álvarez / Regina Gamba Soberón
- Amor bravío (2012) - Camila Monterde Santos
- Mi corazón es tuyo (2014-2015) - Ana Leal
- La candidata (2016-2017) - Regina Bárcenas Ríos de San Román
- Caer en tentación (2017-2018) - Raquel Cohen Nasser de Becker
- La suerte de Loli (2021) - Dolores Aguilar Balderas «Loli»[6]

### Programes
- A la cachi cachi porra (1997) - Conductora
- Sin permiso de tus padres (2002)
- Mi amor secreto (2006)

### Cinema
- Robando el rock and roll (2002)
- Esperanza (2005)
- Dragones: destino de fuego (2006) - Voz
- Mujer alabastrina (2006)
- Amor letra por letra (2008) - Hannah
- Cabeza de buda (2009) - Magdalena
- Te presento a Laura (2010) - Andrea
- Labios rojos (2011) - Blanca
- La dictadura perfecta (2014) - Lucia Garza[7]
- Buscando a Dory (2016) - Destiny (doblatge)
- La Bella y la Bestia (2017) - Agatha (doblatge)

### Teatre
- Químicos para el amor (2005) - Larissa /Julia /Regina
- El Tenorio cómico (2005) - Doña Inés
- Mar Muerto (2005) - Maku
- Chicas católicas (2007) - Eva Durazo
- Todos eran mis hijos (2009) - Ann Deever
- Sin cura (2011) - Elena
- Locos de amor (2013) - May[8]
- El misántropo o el violento enamorado (2014) - Celimena
- Mi corazón es tuyo (2015) - Ana Leal[9]
- Donde los mundos colapsan (2018) - Valeria[10]

## Premis i reconeixements

### Premis TVyNovelas
| Any  | Categoria                  | telenovel·la      | Resultat |
| ---- | -------------------------- | ----------------- | -------- |
| 2017 | Millor actriu protagonista | La candidata      | Nominada |
| 2018 | Millor actriu protagonista | Caer en tentación | Nominada |

### Diosas de Plata
| Any  | Categoria                  | Pel·lícula            | Resultat |
| ---- | -------------------------- | --------------------- | -------- |
| 2009 | Revelació femenina         | Amor letra por letra  | Nominada |
| 2015 | Millor coactuació femenina | La dictadura perfecta | Nominada |

### PremisPeople en Español
| Any  | Categoria                             | Telenovel·la           | Resultat   |
| ---- | ------------------------------------- | ---------------------- | ---------- |
| 2009 | Millor parella (amb Fernando Colunga) | Mañana es para siempre | Guanyadora |
| 2009 | La sorpresa del año                   | Mañana es para siempre | Guanyadora |
| 2009 | Millor actriu                         | Mañana es para siempre | Nominada   |
| 2011 | Millor Actriu                         | Cuando me enamoro      | Nominada   |
| 2012 | Millor Actriu                         | Amor bravío            | Nominada   |
| 2014 | Millor Actriu                         | Mi corazón es tuyo     | Guanyadora |

- 2012: La revista People en Español la va nominar com una de "Los 50 más bellos".[16]

### Premis Juventud
| Any  | Categoria                     | Telenovel·la'      | Resultat   |
| ---- | ----------------------------- | ------------------ | ---------- |
| 2013 | ¡Chica que me quita el sueño! | Amor bravío        | Nominada   |
| 2015 | Mi protagonista favorita      | Mi corazón es tuyo | Guanyadora |

### Premis de l’Agrupación de Periodistas Teatrales (APT)
| Any  | Categoria     | Programa/Telenovel·la | Resultat |
| ---- | ------------- | --------------------- | -------- |
| 2010 | Millor actriu | Todos eran mis hijos  | Nominada |

### Premis de l’Asociación de Cronistas y Periodistas Teatrales (ACPT)
| Any  | Categoria                   | Programa/Telenovel·la | Resultat   |
| ---- | --------------------------- | --------------------- | ---------- |
| 2007 | Actriu revelació            | Mar muerto            | Guanyadora |
| 2010 | Millor co-actuació femenina | Todos eran mis hijos  | Guanyadora |

### Premis Palmas de Oro
| Any  | Categoria                  | Telenovel·la | Resultat   |
| ---- | -------------------------- | ------------ | ---------- |
| 2003 | Millor actriu protagonista | La duda      | Guanyadora |